# Анаполис Нек (Мериленд)
Анаполис Нек (енгл. Annapolis Neck) насељено је место без административног статуса у америчкој савезној држави Мериленд.

## Демографија
По попису из 2010. године број становника је 10.950.
| Група             | 2000.    | 2010.         |
| Белци             | 0 (0,0%) | 9.321 (85,1%) |
| Афроамериканци    | 0 (0,0%) | 803 (7,3%)    |
| Азијати           | 0 (0,0%) | 176 (1,6%)    |
| Хиспаноамериканци | 0 (0,0%) | 390 (3,6%)    |
| Укупно            | 0        | 10.950        |